# Nicu Ceaușescu

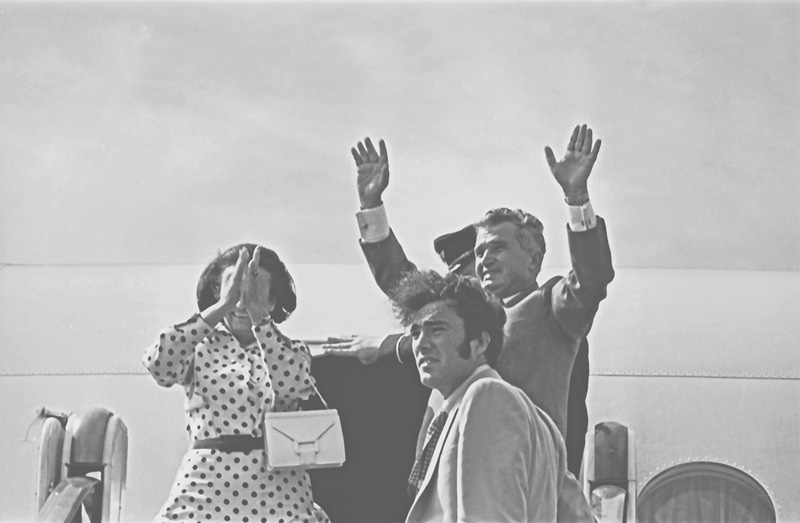
Nicolae Ceaușescu, aflat în august 1975 în vizită la Chișinău. În partea de jos a imaginii se află Nicu Ceaușescu.

Nicu Ceaușescu (n. 1 septembrie 1951, București, România – d. 26 septembrie 1996, Viena, Austria) a fost al treilea copil al lui Nicolae Ceaușescu și al soției sale. Numit în funcția de prim-secretar al organizației PCR Sibiu către sfârșitul regimului comunist din România, a fost considerat un potențial succesor în funcție al tatălui său. A fost arestat în zilele Revoluției din 1989 și condamnat ulterior la o pedeapsă cu închisoarea, fiind eliberat pe motive medicale.

## Biografie
Absolvent al Facultății de Fizică, părinții îi hărăziseră o carieră politică. A fost prim-secretar al Comitetului Central al Uniunii Tineretului Comunist (1983-1987), iar din 1987 prim-secretar al organizației PCR Sibiu.
În a doua jumătate a anilor 1980 a fost căsătorit cu Poliana Cristescu, o activistă de încredere, șefa organizației pionierilor.
Acuzat inițial pentru genocid, omor deosebit de grav și subminare a economiei naționale, a fost condamnat în cele din urmă la doar cinci ani pentru nerespectarea regimului munițiilor și armelor de foc.
S-a îmbolnăvit de ciroză. A decedat în clinica Allgemeines Krankenhaus der Stadt Wien (AKH) din Viena în septembrie 1996. Bunurile confiscate i-au fost returnate parțial. Pentru un ultim tablou semnat de Gheorghe Petrașcu, Valentin Ceaușescu, singurul său frate în viață, s-a judecat cu statul român începând cu 2014. În 2017 Valentin a pierdut acest proces, tabloul rămânând în proprietatea Muzeului Național de Artă.
A avut o relație de lungă durată cu Donca Mizil, fiica lui Paul Niculescu Mizil.
În 22 decembrie 1989 mașina cu care venea spre București este oprită la intrarea în Capitală. Nicu Ceaușescu este adus în studioul 4 al Televiziunii Române după ce fusese înjunghiat în burtă. Se zvonea că la Sibiu se trage cu tunul în oameni și că a luat copii ostatici.
În 25 decembrie 1989 soții Elena și Nicolae Ceaușescu sunt condamnați la moarte și executați.
În 28 decembrie 1989 procurorul militar Mihai Popa, de la Procuratura Generală, emite mandatul de arestare pe numele lui Nicu Ceaușescu, pentru infracțiunea de genocid. Procesul începe la Sibiu pe 26 mai 1990. Este considerat responsabil de moartea a 102 persoane la Sibiu, în zilele Revoluției. În închisoare fiind, dă un interviu jurnaliștilor Lucian Jiman și Rudolf Kamla, de la ziarul „Tribuna” din Sibiu.
În 21 septembrie 1990 este condamnat de Tribunalul Militar Teritorial București la 20 de ani închisoare pentru instigare la omor deosebit de grav și la 5 ani pentru nerespectarea regimului armelor și munițiilor. 
În 3 iunie 1991, prin rejudecarea cauzei, îi este schimbată încadrarea juridică și pedeapsa i se reduce la 16 ani de închisoare.
În 20 noiembrie 1992 este condamnat la 5 ani închisoare pentru port ilegal de armă și încălcarea regimului armelor și munițiilor. Este pus în libertate condiționată pe motive medicale.
În 16 septembrie 1996, la 45 de ani, este internat de urgență la Spitalul Clinic Universitar din București cu diagnosticul de hemoragie digestivă superioară, varice esofagiene și ciroză hepatică cronică. 
În 18 septembrie părăsește România pentru o intervenție chirurgicală la Viena. 
În 26 septembrie 1996, Nicu Ceaușescu moare la Viena. Este înmormântat trei zile mai târziu la Cimitirul Ghencea-Civil, cu tricolorul pe sicriu.

## Distincții
- Ordinul „23 August” clasa a IV-a (1981)
- Ordinul Muncii clasa a II-a (7 mai 1981) „pentru rezultatele obținute în îndeplinirea cincinalului 1976–1980, pentru contribuția deosebită adusă la înfăptuirea politicii Partidului Comunist Român de făurire a societății socialiste multilateral dezvoltate în patria noastră, cu prilejul aniversării a 60 de ani de la făurirea Partidului Comunist Român”[7]
- Ordinul Muncii clasa I (29 aprilie 1983) „pentru contribuția adusă la înfăptuirea politicii partidului și statului de făurire a societății socialiste multilateral dezvoltate în patria noastră și rezultatele deosebite obținute în întrecerea socialistă pentru îndeplinirea și depășirea planului național unic de dezvoltare economico-socială pe anul 1982”[8]